# أدولف فاغنر (مترجم)
أدولف فاغنر (بالألمانية: Gottlob Heinrich Adolph Wagner) (و. 1774 – 1835 م) هو مترجم، وكاتب، وكاتب سير ألماني، ولد في لايبزيغ، توفي في مارك كليبرغ، عن عمر يناهز 61 عاماً.